# Jun Tosaka
Tosaka Jun (japanisch 戸坂 潤; * 27. September 1900 in Tokio; † 9. August 1945 in Nagano) war ein dem Marxismus nahestehender japanischer Philosoph. Seine kritische Einstellung gegenüber Regierung und Kriegspolitik brachte ihn mehrmals ins Gefängnis.

## Biografie

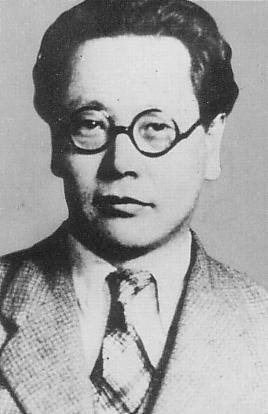
Jun Tosaka

Tosaka Jun wurde am 27. September 1900 in Tokio geboren. Aufgrund einer Erkrankung seiner Mutter und des frühen Tods seines Vaters zog Tosaka noch im selben Jahr gemeinsam mit seiner Amme zu seinen Großeltern in die Präfektur Ishikawa. Im September 1905 wurde Tosaka nach Tokio zurückgebracht, wo er bei seiner Mutter im Stadtviertel Kanda, gelegen im heutigen Bezirk Chiyoda, aufwuchs. Nach einem Umzug zu einem in der Stadt Kawasaki (heutige Präfektur Kanagawa) lebenden Verwandten und vorübergehendem Wohnsitz im Tokioter Stadtteil Akasaka wurde Tosaka 1907 in die Seinan-Grundschule eingeschult. 1908 zog Tosaka wieder nach Kanda zurück und musste von da an jeden Tag mit der Bahn in seine Grundschule nach Aoyama fahren. Da seine Schule sehr weit entfernt lag und er keine Freunde in dieser Gegend hatte, beschäftigte er sich in dieser Zeit fast ausschließlich mit Bastel- und Handwerksarbeiten und verließ nur selten das Haus. Die Sommerferien verbrachte Tosaka um 1909 fast ausschließlich bei seinen Großeltern auf dem Land in der Ishikawa-Präfektur. Im März 1913 schloss er die Grundschule ab. Aufgrund seiner hervorragenden Leistungen erhielt er von der Stadt Tokio eine Belobigungsurkunde. Im April wechselte er auf die renommierte Kaisei-Mittelschule, wo er eine exzellente Ausbildung bei bekannten Lehrer erhielt.
1915 trat er dem Ruderclub bei und verbrachte die Zeit nach dem Unterricht zumeist im Ruderboot auf dem Fluss Sumida. 1916 veröffentlichte Tosaka einen langen Aufsatz in der Schulzeitung mit dem Titel Was lehrt uns der Weltkrieg?, der einen nationalistischen Unterton hat. In derselben Zeitschrift veröffentlichte er 1917 einen weiteren Aufsatz mit dem Titel Evolutionstheoretische Staatstheorie. Im März 1918 machte Tosaka seinen Mittelschulabschluss und wurde in den naturwissenschaftlichen Zweig der renommierten Ersten Oberschule (Daiichi kōtō gakkō), Schwerpunkt Mathematik, eingeschult. Die Erste Oberschule war in dieser Zeit so etwas wie das Propädeutikum der Kaiserlichen Hochschulen, die von den meisten Abgängern dieser Oberschule im Anschluss besucht wurden. 1920 wurde Tosaka für den Militärdienst gemustert und in die höchste Tauglichkeitsstufe eingestuft. Er verpflichtete sich für ein Jahr, wurde aber bis zum Abschluss der Oberschule zurückgestellt. Seine Mutter wurde in dieser Zeit schwer krank und zog nach Kawasaki.
Im März 1921 machte Tosaka seinen Oberschulabschluss und wechselte an die Kaiserliche Universität Kyōto, um bei Nishida Kitarō und Tanabe Hajime zu studieren. Hier konzentrierte er sich auf das Gebiet der Philosophie der Mathematik, des Raumes (insbesondere bei Kant) und der Naturwissenschaften. Nach seinem Abschluss im Fach Philosophie immatrikulierte er sich 1924 in das Graduiertenstudium der Kaiserlichen Universität Kyōto. Im April erkrankte er an einer Pleuritis und begab sich nach einem längeren Krankheitsverlauf im Juli zur Kur in die Präfektur Ishikawa, wo er seine Erkrankung gänzlich auskurierte. Am 12. Januar trat er freiwillig seinen Militärdienst bei einer in der Ishikawa-Präfektur stationierten Artillerieeinheit an. Im Dienstgrad eines Fähnrichs wurde er am 30. November 1925 aus dem Militärdienst entlassen und kehrte nach Kyōto zurück. Im April 1926 wurde er an der Polytechnischen Oberschule in Kyōto (Kyōto kōtō kōgei gakkō) und der Dōshisha-Oberschule für Frauen (Dōshisha joshi gakkō) als Dozent eingestellt. Im Dezember heiratete er seine erste Frau Okada Mitsuko. 1927 wurde er zum Dozenten an der 7. Sonderausbildungsstätte für Lehrer (Daishichi rinji kyōin yōsei-jo) ernannt und trat im selben Jahr für sechs Monate wieder in seine Militäreinheit ein. Tosaka wurde im März 1928 zum Leutnant der Armee ernannt, in diesem Jahr wurde seine älteste Tochter Ranko geboren. 1929 wurde er zum Professor an der Ōtani-Universität und Dozenten an der Handelshochschule Kōbe (Kōbe shōka daigaku) für das Fach Philosophie ernannt.
Tosaka Jun kam im April 1930 in Untersuchungshaft, weil er einem auf der Flucht befindlichen Mitglied der japanischen kommunistischen Partei in seinem Haus Zuflucht gewährt hatte. Am 7. Oktober desselben Jahres starb seine erste Frau Mitsuko. In dieser Zeit begann Tosakas intensive Auseinandersetzung mit dem Marxismus, der Ideologiekritik und der Geschichtsphilosophie. Im April 1931 trat er Miki Kiyoshis Nachfolge auf dem Lehrstuhl für Philosophie an der Hōsei-Universität in Tokio an, im Dezember heiratete Tosaka seine zweite Frau Osodo Iku. Gemeinsam mit dem Soziologen Kanba Toshio (1904–1980) und dem Wissenschaftshistoriker Oka Kunio (1890–1971) plante er die Herausgabe der Zeitschrift „Der Enzyklopädist“, die jedoch scheiterte. In dieser Zeit organisierte er zusammen mit dem deutschen katholischen Moraltheologen Professor Johannes Kraus (Sophia-Universität), Miki Kiyoshi und dem Philosophen Gozai Yoshishige (1901–1990) die Platon-Aristoteles-Gesellschaft. Anlässlich dieser Bekanntschaft begann in dieser Zeit auch Tosakas Mitarbeit im Herausgeberkomitee eines Großwörterbuchs zum Katholizismus. Im Frühling 1932 begann er mit Oka Kunio, dem Wissenschafts- und Technikphilosophen Saigusa Hiroto (1892–1963) und dem Geschichtsphilosophen Hattori Shisō (1901–1956) die Gründung einer materialistischen Forschungsvereinigung (Yuibutsuron Kenkyūkai) vorzubereiten, die am 23. Oktober desselben Jahres erfolgte. Dies ging mit einer extremen Ausweitung der kritischen und wissenschaftlichen Tätigkeit Tosakas einher, die fortan die Felder Technik, Journalismus, Moral und andere Gebiete der modernen Kultur und Politik einschloss.
Eine im Februar 1933 stattfindende Vorlesungsveranstaltung der materialistischen Forschungsvereinigung wurde von der Polizei aufgelöst. Im selben Jahr gründete Tosaka gemeinsam mit Miki, dem marxistischen Schriftsteller Nakano Shigeharu (1902–1979) und dem Literaturkritiker Aono Suekichi (1890–1961) das Bündnis für die Freiheit der Wissenschaft und Künste (Gakugei jiyū dōmei). Im August wurde sein ältester Sohn geboren, im Oktober trat er die Nachfolge Oka Kunios als Hauptsekretär der materialistischen Forschungsvereinigung an. Neben der Organisation und Planung der Aktivitäten der Vereinigung tat sich Tosaka durch eine rege Vortrags- und Publikationstätigkeit hervor, wodurch er bald zu einer ihrer führenden Köpfe wurde. In der kurzen Zeit bis zu seinem Publikationsverbot im Jahr 1937 verfasste Tosaka um die 300 Journal- und Zeitungsbeiträge und zehn Bücher und Anthologien. Anlässlich der Studentenunruhen an der Hōsei-Universität 1934 legte Tosaka gemeinsam mit der gesamten Professorenschaft des propädeutischen Fachbereichs sein Amt nieder und wurde daraufhin vom Rat der Literarischen Fakultät seiner Universität unter dem Verdacht entlassen, linkes Gedankengut zu hegen. Tosaka war danach nie wieder an einer Hochschule tätig und lebte ausschließlich von seiner Tätigkeit als Autor und Kritiker. Im Januar 1936 wurde seine zweite Tochter geboren. Aufgrund der Gefahr für sein eigenes Leben verließ Tosaka wegen des Militärputsches am 26. Februar Tokio und kam bei dem Kritiker und Publizisten Honma Yui’ichi (1909–1959) in Sado (gelegen in der heutigen Ni'igata-Präfektur) unter. Nach einem daran anschließenden kurzen Aufenthalt in der Region um Kyōto kehrte Tosaka wieder nach Tokio zurück, nachdem sich die Lage in dort wieder beruhigt hatte. Trotz des wachsenden Militarismus und Faschismus in Japan seit dem Putschversuch 1936 und dem Ausbruch des Krieges gegen China im darauffolgenden Jahr setzte die materialistische Forschungsvereinigung ihre Tätigkeit fort. Aufgrund seiner antifaschistischen und antimilitaristischen Haltung wurde Tosaka gegen Ende 1937 mit einem Publikationsverbot belegt, was seine publizistische Tätigkeit drastisch einschränkte.
Das verhängte Publikationsverbot über die führenden Köpfe stellte eine Gefährdung für das Fortbestehen der Vereinigung dar, was 1938 eine intensive Auseinandersetzung über die Auflösung oder Reform der Vereinigung unter den Mitgliedern ihrer Führungsriege auslöste. Nach der Verhaftung der Lehrstuhlinhabern unter den Mitgliedern verordnete Tosaka letztlich die Auflösung der Vereinigung, die kurz darauf unter dem Namen „Wissenschaft und Kunst“ (Gakugei) von denselben Mitgliedern neu gegründet wurde. Dieser Versuch scheiterte allerdings, als in einer unter der Bezeichnung Yuiken-Vorfall bekannt gewordenen Verhaftungswelle die Hauptmitglieder der Gruppe im November in Haft gesetzt wurden und die Publikation des gleichnamigen Organs eingestellt werden musste. Tosaka wurde bis zu seiner vorläufigen Entlassung im Mai 1940 im Polizeirevier von Suginami in Tokio in Arrest genommen. In Haft war Tosaka anfangs noch guter Dinge und versuchte die anderen Inhaftierten aufzumuntern. Vom Sommer bis zum Herbst 1939 verfasste er eine große Menge an Briefen, in der er die offiziellen Stellen von seiner Unschuld und der Tatsache, dass eine materialistische Forschung nicht gegen das Gesetz zur Aufrechterhaltung der öffentlichen Sicherheit verstoße, überzeugen wollte. In dieser Zeit verfasste er auch eine Reihe von Haiku unter dem verdeckten Titel Rosa Luxemburg. Das Verfahren gegen Tosaka wurde 1940 aufgenommen und er wurde nach mehr als zwei Jahren gegen Kaution aus der Untersuchungshaft entlassen.
Nach seiner Entlassung nahm er 1941 seine Teilzeitbeschäftigung als Herausgeber des Großwörterbuch zum Katholizismus wieder auf. Nebenher arbeitete er als Berater für das Verlagsprogramm der Verlage Hakuyō-sha und Itō shoten. Trotz seines Publikationsverbotes und des laufenden Verfahrens gegen ihn publizierte Tosaka in dieser Zeit vier Aufsätze. Im Dezember begann das Gerichtsverfahren gegen ihn, er wurde in erster Instanz zur Höchststrafe von vier Jahren Zuchthaus verurteilt. Gegen das Urteil legte Tosaka unmittelbar nach seiner Verkündung Berufung ein. In der Zeit bis zu seiner endgültigen Inhaftierung im Jahr 1944 verbrachte er seine Abende damit, Manuskripte zu verfassen. Im Dezember 1942 wurde er in dem im Sommer wiederaufgenommenen Verfahren gegen ihn in zweiter Instanz zu drei Jahren Zuchthaus verurteilt. Tosaka legte auch gegen dieses Urteil sofort Berufung ein. Im Sommer und Herbst 1943 nahm Tosaka in seiner Freizeit an einer Reihe von Betriebsausflügen des Verlags Itō shoten in die heutige Nagano-Präfektur teil und begann mit seinem neuen Hobby, dem Skifahren. Im Dezember desselben Jahres bestätigte das Berufungsgericht das gegen ihn ausgesprochene Urteil von drei Jahren Zuchthaus (abzüglich seiner bereits verbüßten Untersuchungshaft wären das noch vier Monate gewesen). Auch gegen dieses Urteil ging Tosaka in Berufung. Der Oberste Gerichtshof nahm das Verfahren gegen Tosaka im März 1944 wieder auf und lehnte seine Berufung in einem mehrminütigen Eilverfahren ab. Im Mai erhielt er aufgrund einer nötigen Zahnbehandlung und der durch die zunehmenden Luftangriffe auf die Hauptstadt notwendig gewordenen Evakuierung seiner Kinder Haftaufschub. Am 1. September desselben Jahres trat Tosaka dann seine Haft im Tokioter Sugamo-Gefängnis an. Aufgrund der intensivierten Luftangriffe auf Tokio wurde Tosaka 1945 in das Gefängnis der Stadt Nagano verlegt. Hier erkrankte er Ende Juli aufgrund von Unterernährung und Krätze an einer akuten Nierenentzündung. Am 9. August, nur wenige Tage vor der Kapitulation Japans, starb Tosaka daraufhin in der sommerlichen Gluthitze seiner Zelle. Bei einem durch einen Bombenangriff ausgelösten Brand im Haus eines Freundes sind die dort aufbewahrten gesamten unveröffentlichten Schriften Tosakas nur wenige Tage vor seinem Tod vernichtet worden. Am 4. August 1946 wurden Tosaka Juns sterbliche Überreste auf dem Friedhof Tama bei Tokio beigesetzt.

## Schriften
- Kagaku hōhōron (Über die wissenschaftliche Methode, 1929)
- Ideorogī no ronrigaku (Die Logik der Ideologie, 1930)
- Ideorogī gairon (Grundriss der Ideologie, 1932)
- Shisō to fūzoku (Denken und Brauchtum, 1936)
- Shisō to shite no bungaku (Literatur als Denken, 1936)
- Nihon ideorogiiron (Die japanische Ideologie, 1936)
- Kagakuron (Über die Wissenschaft, 1936)
- Sekai no ikkan to shite no Nihon (Japan als Region der Welt, 1937)
- Dokushohō (Meine Methode des Lesens, 1939)
- Gijutsu no tetsugaku (Philosophie der Technik, 1939)